# Crestocranius conspicuus
Crestocranius conspicuus är en stekelart som först beskrevs av Henri Saussure 1857.  Crestocranius conspicuus ingår i släktet Crestocranius och familjen Eumenidae. Inga underarter finns listade i Catalogue of Life.